# Vertaizon
 Vertaizon  là một thị trấn ở tỉnh Puy-de-Dôme trong vùng Auvergne-Rhône-Alpes miền trung nước Pháp.